# Покровське (Корюківський район)
Покровське (до 1941 року — Бабá, у 1941—2016 роках — Жовтневе) — село в Україні, у Менській міській громаді Корюківського району Чернігівської області. Населення становить 1142 осіб (2001 рік). До 2020 року орган місцевого самоврядування — Покровська сільська рада.

## Географія
Село розташовано на автотрасі Чернігів — Новгород-Сіверський. У селі є ставок який річечкою Ровчак протікає до ставку в селі Слобідка. У давнину замість ставка була річка Бабка. Станом на 2020 рік повністю пересох. В околицях села є два урвища. На північ від села — урвище Конопляне. На схід від села- урвище Братова.

## Історія
Засновано не пізніше 1654 року у складі Чернігівського полку Гетьманської України.
З 1917 року — у складі УНР. У 1918 році сільські загони самооборони ліквідували вогнища більшовизму та пропаганди ненависті на майновому ґрунті (розстріляний високопоставлений агент більшовицької Росії Шелудько). Але у 1920-х влада російських більшовиків закріпилася.
1929 почали примусову колективізацію господарств села. Терор проти селян супроводжувалося прилюдними грабунками під прикриттям оперативних загонів НКВС СРСР, побиттям незалежних господарників. У 1932 році у Бабі почалися випадки голодної смерті, які в 1933-му стали масовими. Не зважаючи на деморалізацію населення, частина мешканців села знаходила сили організувати допомогу сиротам. Про це свідчить Антоніна Кроха (1921 року народження):
| ...Я пам'ятаю нашу сусідку — бабу Варку, яка жила сама і весь час нас дітей потроху підкормлювала: то оладок з конюшини принесе, то гірсточку борошна. Для нас то було величезне свято. Ото так ми і вижили... |
Під час організованого радянською владою Голодомору 1932—1933 років померло щонайменше 209 жителів села.
1941 радянські війська відступили із села. Відроджено народне господарство, відновлено церковне життя. 1943 сталінська влада знову прийшла до села, провівши масову насильницьку мобілізацію. 1946 — терор голодом.
До середини 50-х років в селі існувала церква, яка архітектурою схожа на церкву, що знаходиться зараз в селі Чорнотичі. Але радянська влада була проти релігії, тому церкву було знесено, а на її місці збудували будинок культури.
До початку 60-х років в сторону селище міського типу Сосниця, був хутір Братова. Він був поділений на нову та стару Братову. Розділяв хутір ставок, який після вимирання хутора був використаний для меліорації земель.
У 1991 році мешканці села одностайно висловилися за відновлення державної незалежності України.
З 1941 до 2016 року село носило назву Жовтневе.
12 червня 2020 року, відповідно до розпорядження Кабінету Міністрів України № 730-р «Про визначення адміністративних центрів та затвердження територій територіальних громад Чернігівської області», увійшло до складу Менської міської громади.
19 липня 2020 року в результаті адміністративно-територіальної реформи та ліквідації Менського району село увійшло до складу Корюківського району.

## Населення

### Мова
Розподіл населення за рідною мовою за даними перепису 2001 року:
| Мова       | Кількість | Відсоток |
| ---------- | --------- | -------- |
| українська | 1127      | 98.69 %  |
| російська  | 13        | 1.14 %   |
| білоруська | 2         | 0.17 %   |
| Усього     | 1142      | 100 %    |

## Відомі люди
- Марченко Микола Микитович (01.12.1894 — н/д) — сотник армії УНР, піхота. Станом на березень 1921 р. служив хорунжим в пішому курені 2-ї Кулеметної бригади 1-ї Кулеметної дивізії та перебував у таборі інтернованих в м. Петраків, Польща[9].

- Євдокія Феодосіївна Леміш, бандуристка[10].